# Der Kick
Der Kick ist die filmische Adaption eines Berliner Theaterstücks, das den im Sommer 2002 verübten Mord am 16-jährigen Marinus Schöberl durch drei Neonazis behandelt.

## Hintergrund
Im brandenburgischen Dorf Potzlow wurde im Sommer 2002 der 16-jährige Marinus Schöberl von den neonazistischen Brüdern Marco und Marcel Schönfeld und deren Bekanntem Sebastian Fink getötet. Schöberl trug blondierte Haare, Baggy Pants und stotterte. Für die Täter war dies ein Grund, ihn als „Untermenschen“ und als „nicht lebenswert“ zu verachten.
Die Täter hatten ihr Opfer, das zu Marcels Bekanntenkreis gehörte, stundenlang gefoltert – unter den Augen von mindestens drei erwachsenen Potzlowern. Nachdem die drei Schöberl mehrere Stunden misshandelt, ihm Schnaps eingeflößt, ihn geschlagen und auf ihn uriniert hatten, brachten sie ihn in einen nahe gelegenen Schweinestall. Dort forderten sie Marinus Schöberl auf, in die Kante eines steinernen Schweinetrogs zu beißen, und Marcel sprang – in Nachstellung eines „Bordstein-Kicks“ aus dem Film American History X – mit Sicherheitsschuhen auf Schöberls Kopf. Danach warfen die Brüder noch zweimal einen Stein auf den noch atmenden Jungen und versenkten den später leblosen Körper in der Jauchegrube des Stalls. Obwohl es in dem Dorf Zeugen und Mitwisser gab, blieb die Tat Monate lang unentdeckt. Erst vier Monate später wurden die Überreste von Marinus Schöberl gefunden.

## Produktionsnotizen
Der Theatertext beruht auf 1500 Seiten Gesprächsprotokollen, die Andres Veiel und Gesine Schmidt während ihrer siebenmonatigen Recherchen anfertigten. Die Uraufführungen fanden im April 2005 am Theater Basel und am Maxim-Gorki-Theater in Berlin statt. Der Film entstand am Schauplatz der Uraufführung im Gewerbehof der alten Königsstadt am Prenzlauer Berg in Berlin. Der Dokumentarfilmer Andres Veiel stellt die Tat szenisch dar, was bedeutet, dass die beiden Darsteller Susanne-Marie Wrage und Markus Lerch sämtliche vorkommenden 20 Protagonisten spielen.

## Kritiken
„Mit den Mitteln des Brechtschen Theaters entwirft der minimalistische Film ein bedrängendes Mosaik, das die Tat in soziale, politische und historische Kontexte einbindet, ohne sich mit einzelnen Erklärungen zufrieden zu geben.“

## Auszeichnungen
Die Jury der Evangelischen Filmarbeit kürte den Film im September 2006 zum Film des Monats.